# Seleção Ugandense de Futebol
A Seleção Ugandense de Futebol representa o Uganda nas competições de futebol da FIFA, sendo controlada pela Federação das Associações de Futebol de Uganda. Ela é filiada à FIFA, à CAF e à CECAFA. Tem como resultado mais expressivo um vice campeonato da Copa Africana de Nações em 1978. Nunca se classificou para uma Copa do Mundo.
Seu melhor resultado em uma partida foi um 10 a 1 sobre o Djibuti, em 2001.

## Títulos
| CONTINENTAIS | CONTINENTAIS | CONTINENTAIS | CONTINENTAIS                                                                        |
|              | Competição   | Vezes        | Ano                                                                                 |
| ------------ | ------------ | ------------ | ----------------------------------------------------------------------------------- |
|              | Copa CECAFA  | 14           | 1973, 1976, 1977, 1989, 1990, 1992, 1996, 2000, 2003, 2008, 2009, 2011, 2012 e 2015 |